# USS Roi (CVE-103)
USS Roi (CVE-103) là một tàu sân bay hộ tống lớp Casablanca được Hải quân Hoa Kỳ chế tạo trong Chiến tranh Thế giới thứ hai; tên nó được đặt theo đảo Roi, nơi diễn ra Trận Kwajalein vào tháng 2 năm 1944. Roi đã hoạt động cho đến hết Thế Chiến II, được cho xuất biên chế và bán để tháo dỡ năm 1946. Nó được tặng thưởng một Ngôi sao Chiến trận do thành tích phục vụ trong Thế Chiến II.

## Thiết kế và chế tạo
Con tàu nguyên được đặt lườn như là chiếc Alava Bay tại Xưởng tàu Vancouver của hãng Kaiser Company, Inc. ở Vancouver, Washington vào ngày 22 tháng 3 năm 1944. Nó được đổi tên thành Roi vào ngày 26 tháng 4 năm 1944 trước khi được hạ thủy vào ngày 2 tháng 6 năm 1944; được đỡ đầu bởi bà William Sinton; rồi được hải quân sở hữu và nhập biên chế vào ngày 6 tháng 7 năm 1944 dưới quyền chỉ huy của Hạm trưởng, Đại tá Hải quân P. H. Lyon.

## Lịch sử hoạt động
Sau khi hoàn tất chạy thử máy tại vùng biển ngoài khơi San Diego, Roi được phân về Hải đội Tàu sân bay Vận chuyển trực thuộc Hạm đội Thái Bình Dương, làm nhiệm vụ vận chuyển máy bay thay thế, thiết bị và nhân sự đến các căn cứ tiền phương tại Mặt trận Thái Bình Dương. Con tàu khởi hành vào ngày 13 tháng 8 năm 1944 cùng 71 máy bay và 287 hành khách để đi Espiritu Santo và đảo Manus, rồi quay trở về San Diego vào ngày 27 tháng 9. Nó lại lên đường đi Manus vào ngày 21 tháng 10 và trở về San Diego, trước khi lên đường cho chuyến đi thứ ba vào ngày 2 tháng 12 để đi sang Eniwetok và Guam.
Sau khi được đại tu tại Alameda, California, Roi thực hiện hai chuyến khứ hồi đến các căn cứ tại quần đảo Marshall và quần đảo Mariana trước khi quay trở về Trân Châu Cảng, nơi nó bắt đầu các hoạt động huấn luyện ôn tập, nhằm chuẩn bị cho vai trò mới như một tàu sân bay tiếp liệu cho lực lượng đặc nhiệm tàu sân bay nhanh thuộc Đệ Tam hạm đội.
Chất lên tàu 61 máy bay thay thế có thể sẵn sàng hoạt động trong vòng 30 ngày, Roi lên đường đi Guam nơi nó trình diện cùng Đội đặc nhiệm 30.8. Nhiệm vụ của nó là cung cấp phi công, đội bay, máy bay và tiếp liệu không lực cho các tàu sân bay thuộc Lực lượng Đặc nhiệm 38, vào những ngày hẹn trước sau các cuộc không kích xuống chính quốc Nhật Bản. Nó khởi hành vào ngày 4 tháng 7 cùng các tàu sân bay Admiralty Islands (CVE-99), Hollandia (CVE-97) và Thetis Bay (CVE-90), và gặp gỡ Lực lượng Đặc nhiệm 38 ngoài biển khơi vào các ngày 12, 16 và 20 tháng 7. Nó quay trở về Guam để tiếp liệu vào ngày 21 tháng 7, rồi lại lên đường với thêm 61 máy bay khác vào ngày 27 tháng 7, gặp gỡ các tàu sân bay nhanh vào ngày 31 tháng 7. Nó quay trở lại Guam để lấy thêm máy bay và gặp lực lượng đặc nhiệm vào ngày 14 tháng 8, ngay trước khi Nhật Bản đầu hàng kết thúc cuộc xung đột. Nó tiếp tục hoạt động cùng Đệ Tam hạm đội trong nhiệm vụ chiếm đóng Nhật Bản.
Roi sau đó được huy động vào Chiến dịch Magic Carpet để giúp hồi hương những cựu chiến binh phục vụ ở nước ngoài. Nó được cho xuất biên chế tại Bremerton, Washington vào ngày 9 tháng 5 năm 1946; tên nó được cho rút khỏi danh sách Đăng bạ Hải quân vào ngày 21 tháng 5 năm 1946; và con tàu bị bán cho hãng Zidell Machinery & Supply tại Portland, Oregon để tháo dỡ vào ngày 31 tháng 12 năm 1946.

## Phần thưởng
Roi được tặng thưởng một Ngôi sao Chiến trận do thành tích phục vụ trong Thế Chiến II.